# Josef Herz (Agrarwissenschaftler)
Josef Herz (* 1939) ist ein deutscher Agrarwissenschaftler.

## Leben
Herz studierte Agrarwissenschaften mit Abschluss eines  Diplom-Landwirts. 1974 wurde er an der TU München mit einer Arbeit über den Protein- und Energiebedarf männlicher Mastputen promoviert. 
1979 erhielt er einen Ruf als Professor für Tierernährung an der Fachhochschule Weihenstephan in Freising. 1981 bis 1983 war er Vizepräsident, von 1989 bis zu seiner Emeritierung 2005 Präsident der FH Weihenstephan.

## Wirken
Josef Herz war maßgeblich am Ausbau der akademischen und baulichen Entwicklung der Fachhochschule in Weihenstephan beteiligt. 
1995 wurde er von der Konferenz der Präsidenten und Rektoren bayerischer Fachhochschulen (Bayerische Rektorenkonferenz) zum stellvertretenden Vorsitzenden und 1997 bis 2003 zu ihrem Vorsitzenden gewählt. Er war langjähriger stv. Vorsitzender der Akkreditierungsagentur „Akkreditierungs-, Certifizierungs- und Qualitätssicherungs-Institut ACQUIN“.
Josef Herz ist Ehrendoktor der Nationalen Landwirtschaftlichen Universität der Ukraine in Kiew. 2003 wurde er von dem bayerischen Ministerpräsidenten Edmund Stoiber mit dem Bayerischen Verdienstorden geehrt.
Er ist Mitglied der katholischen Studentenverbindung KDStV Agilolfia Freising im CV.

## Schriften
- Zum Protein[bedarf] und Energiebedarf männlicher Mastputen, 1974
- Energy evaluation systems for ruminants with examples of ration formulation in tropical regions, Goltze Göttingen 1997, ISBN 3-88452-444-5
- 200+ : Natur – Kultur – Zukunft ; Rückblick, Einblick, Perspektiven ; Porträt der Fachhochschule Weihenstephan, Fachhochschule Weihenstephan Freising, 2005